# Passu Sar
Le Passu Sar est une montagne qui s'élève à 7 478 m d'altitude dans le massif de Batura Muztagh, dans le Karakoram (Pakistan). Il est le 54e plus haut sommet du monde.